# Le Havre Seine Métropole
Le Havre Seine Métropole est le nom officiel de la communauté urbaine du Havre, située dans le département de la Seine-Maritime et la région Normandie.
Elle a été créée le 1er janvier 2019 par la fusion de l'ancienne communauté de l'agglomération havraise (CODAH) et des anciennes communautés de communes Caux Estuaire et du canton de Criquetot-l'Esneval.
Malgré son nom, cette communauté urbaine française ne constitue pas une métropole au sens de la réforme des collectivités territoriales françaises et de l’acte III de la décentralisation.

## Historique
Une première réflexion incluse dans le schéma départemental de coopération intercommunale arrêté par le préfet de Seine-Maritime le 22 décembre 2011 prévoyait la fusion de la communauté d’agglomération havraise (CODAH), de la communauté de communes de Saint-Romain-de-Colbosc et de la communauté de communes du canton de Criquetot-l’Esneval, afin de « conforter un pôle solide, aux compétences claires et au rayonnement incontestable » centré sur l'agglomération havraise. Cette fusion, qui aurait abouti au regroupement de 54 communes soit environ 280 000 habitants,, n'a pas été réalisée[pourquoi ?].
Dans le cadre de l'approfondissement de la coopération intercommunale prévu par la loi portant nouvelle organisation territoriale de la République (Loi NOTRe) du 7 août 2015, le projet de nouveau schéma départemental de coopération intercommunale présenté par le préfet de Seine-Maritime le 2 octobre 2015 prévoit à nouveau la fusion de la « communauté d’agglomération havraise (236 997 habitants) et de la communauté de communes du canton de Criquetot-l'Esneval (16 394 habitants) » (mais sans la communauté de communes de Saint-Romain-de-Colbosc, renommée entre-temps communauté de communes Caux Estuaire).
La communauté urbaine est finalement créée le 1er janvier 2019 par la fusion de la communauté de l'agglomération havraise, de la communauté de communes Caux Estuaire et de la communauté de communes du canton de Criquetot-l'Esneval,,,,. Elle choisit pour nom « Le Havre Seine Métropole ».

## Territoire communautaire

### Géographie
L'intercommunalité regroupe des communes de la proche région du Havre, mais ne concerne qu'une partie seulement de l'aire urbaine du Havre, définie par l’INSEE, qui a été étendue en 2010 de 72 à 81 communes.
Le Havre Seine Métropole est membre du pôle métropolitain de l'estuaire de la Seine.

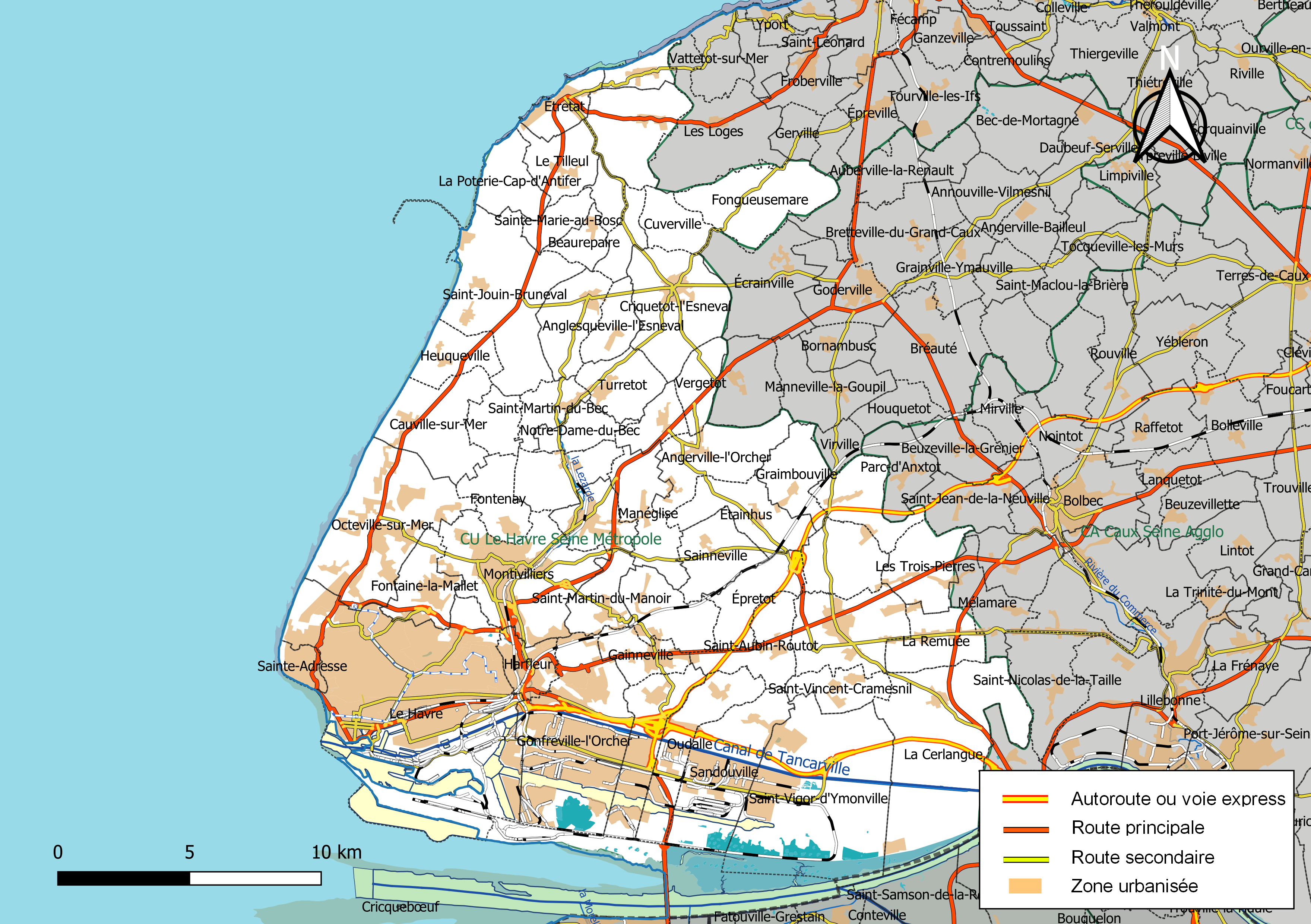
Carte de l'intercommunalité du Havre Seine Métropole au 1er janvier 2019.

### Composition
La communauté urbaine est composée des 54 communes suivantes :

| Nom                         | Code Insee | Gentilé          | Superficie (km2) | Population (dernière pop. légale) | Densité (hab./km2) |
| --------------------------- | ---------- | ---------------- | ---------------- | --------------------------------- | ------------------ |
| Le Havre (siège)            | 76351      | Havrais          | 46,95            | 166 462 (2022)                    | 3 546              |
| Angerville-l'Orcher         | 76014      | Angervillais     | 9,91             | 1 398 (2022)                      | 141                |
| Anglesqueville-l'Esneval    | 76017      | Anglesquevillais | 4,36             | 674 (2022)                        | 155                |
| Beaurepaire                 | 76064      | Beaurepairais    | 2,83             | 492 (2022)                        | 174                |
| Bénouville                  | 76079      | Bénouvillais     | 2,86             | 168 (2022)                        | 59                 |
| Bordeaux-Saint-Clair        | 76117      | Bordelais        | 10,31            | 650 (2022)                        | 63                 |
| Cauville-sur-Mer            | 76167      | Cauvillais       | 11,19            | 1 679 (2022)                      | 150                |
| La Cerlangue                | 76169      | Cerlanguais      | 27,93            | 1 297 (2022)                      | 46                 |
| Criquetot-l'Esneval         | 76196      | Criquetotais     | 13,47            | 2 578 (2022)                      | 191                |
| Cuverville                  | 76206      | Cuvervillais     | 4,58             | 341 (2022)                        | 74                 |
| Épouville                   | 76238      | Épouvillais      | 5,59             | 2 624 (2022)                      | 469                |
| Épretot                     | 76239      | Épretotais       | 6,84             | 783 (2022)                        | 114                |
| Étainhus                    | 76250      | Stainhusiens     | 8,22             | 1 209 (2022)                      | 147                |
| Étretat                     | 76254      | Étretatais       | 4,07             | 1 167 (2022)                      | 287                |
| Fongueusemare               | 76268      | Fongueusemarais  | 11,85            | 176 (2022)                        | 15                 |
| Fontaine-la-Mallet          | 76270      | Fontainais       | 6,68             | 2 713 (2022)                      | 406                |
| Fontenay                    | 76275      | Fontenaysiens    | 5,61             | 1 783 (2022)                      | 318                |
| Gainneville                 | 76296      | Gainnevillais    | 4,65             | 2 529 (2022)                      | 544                |
| Gommerville                 | 76303      | Gommervillais    | 7,39             | 740 (2022)                        | 100                |
| Gonfreville-l'Orcher        | 76305      | Gonfrevillais    | 25,81            | 8 939 (2022)                      | 346                |
| Gonneville-la-Mallet        | 76307      | Gonnevillais     | 7,32             | 1 351 (2022)                      | 185                |
| Graimbouville               | 76314      | Graimbouvillais  | 6,4              | 608 (2022)                        | 95                 |
| Harfleur                    | 76341      | Harfleurais      | 4,21             | 8 296 (2022)                      | 1 971              |
| Hermeville                  | 76357      | Hermevillais     | 3,81             | 348 (2022)                        | 91                 |
| Heuqueville                 | 76361      | Heuquevillais    | 5,05             | 715 (2022)                        | 142                |
| Manéglise                   | 76404      | Manéglisais      | 8,35             | 1 267 (2022)                      | 152                |
| Mannevillette               | 76409      | Mannevillettais  | 4,21             | 926 (2022)                        | 220                |
| Montivilliers               | 76447      | Montivillons     | 19,09            | 15 671 (2022)                     | 821                |
| Notre-Dame-du-Bec           | 76477      | Becquais         | 3,99             | 477 (2022)                        | 120                |
| Octeville-sur-Mer           | 76481      | Octevillais      | 20,37            | 6 147 (2022)                      | 302                |
| Oudalle                     | 76489      | Oudallais        | 9,65             | 499 (2022)                        | 52                 |
| Pierrefiques                | 76501      | Pierrefiquais    | 2,31             | 130 (2022)                        | 56                 |
| La Poterie-Cap-d'Antifer    | 76508      | Potiais          | 5,81             | 456 (2022)                        | 78                 |
| La Remuée                   | 76522      | Remotais         | 7,03             | 1 280 (2022)                      | 182                |
| Rogerville                  | 76533      | Rogervillais     | 9,5              | 1 720 (2022)                      | 181                |
| Rolleville                  | 76534      | Rollevillais     | 7,06             | 1 217 (2022)                      | 172                |
| Sainneville                 | 76551      | Sainnevillais    | 6,97             | 866 (2022)                        | 124                |
| Saint-Aubin-Routot          | 76563      | Saint-Albinais   | 6,63             | 1 972 (2022)                      | 297                |
| Saint-Gilles-de-la-Neuville | 76586      | Saint-Gillais    | 7,09             | 659 (2022)                        | 93                 |
| Saint-Jouin-Bruneval        | 76595      | Saint-Jouinais   | 18,82            | 1 822 (2022)                      | 97                 |
| Saint-Laurent-de-Brèvedent  | 76596      | Saint-laurentais | 7,79             | 1 492 (2022)                      | 192                |
| Saint-Martin-du-Bec         | 76615      | Saint-Martinais  | 4,12             | 650 (2022)                        | 158                |
| Saint-Martin-du-Manoir      | 76616      | Saint-Martinais  | 5,13             | 1 496 (2022)                      | 292                |
| Saint-Romain-de-Colbosc     | 76647      | Romanais         | 11,74            | 4 608 (2022)                      | 393                |
| Saint-Vigor-d'Ymonville     | 76657      | Saint-vigorais   | 29,43            | 1 165 (2022)                      | 40                 |
| Saint-Vincent-Cramesnil     | 76658      | Saint-Vincentais | 4,77             | 695 (2022)                        | 146                |
| Sainte-Adresse              | 76552      | Dionysiens       | 2,26             | 7 015 (2022)                      | 3 104              |
| Sainte-Marie-au-Bosc        | 76609      | Marigyptiens     | 3,18             | 359 (2022)                        | 113                |
| Sandouville                 | 76660      | Sandouvillais    | 14,8             | 801 (2022)                        | 54                 |
| Le Tilleul                  | 76693      | Tilleulais       | 6,27             | 666 (2022)                        | 106                |
| Les Trois-Pierres           | 76714      | Trois-Pierrais   | 7,48             | 815 (2022)                        | 109                |
| Turretot                    | 76716      | Turretotais      | 6,07             | 1 595 (2022)                      | 263                |
| Vergetot                    | 76734      | Vergetotais      | 4,31             | 440 (2022)                        | 102                |
| Villainville                | 76741      | Villainvillais   | 3,65             | 303 (2022)                        | 83                 |

### Démographie
| 1968    | 1975    | 1982    | 1990    | 1999    | 2010    | 2015    | 2021    |
| ------- | ------- | ------- | ------- | ------- | ------- | ------- | ------- |
| 270 931 | 289 601 | 285 189 | 288 391 | 285 764 | 273 318 | 271 003 | 265 937 |

## Organisation

### Siège
La communauté urbaine a son siège au Havre, Hôtel de la communauté urbaine, 19 rue Georges Braque.

### Élus
La communauté urbaine est administrée par son conseil communautaire, composé de 130 conseillers municipaux représentant les 54 communes membres répartis sensiblement en fonction de leur population de la manière suivante :
| Nombre de conseillers | Communes                          |
| --------------------- | --------------------------------- |
| 59                    | Le Havre                          |
| 8                     | Montivilliers                     |
| 4                     | Gonfreville-l'Orcher, Harfleur    |
| 3                     | Octeville-sur-Mer, Sainte-Adresse |
| 2                     | Saint-Romain-de-Colbosc           |
| 1 (+1 suppléant)      | les autres communes               |

À la suite des élections municipales de 2020 dans la Seine-Maritime, le nouveau conseil communautaire a élu le 15 septembre 2020 son président, Édouard Philippe, maire du Havre et ancien premier ministre, ainsi que ses 15 vice-présidents, qui sont :
1. Jean-Baptiste Gastinne, maire-adjoint et ancien maire du Havre, chargé du développement économique et du tourisme ;
2. Clotilde Eudier, maire de Saint-Romain-de-Colbosc, chargée de l'aménagement de l'espace public ;
3. Alain Fleuret, maire de Criquetot-l'Esneval, chargé de l'aménagement numérique du territoire ;
4. Jérôme Dubost, maire de Montivilliers, chargé de la santé ;
5. Christine Morel, maire d'Harfleur, chargée de l'eau et de l'assainissement ;
6. Jean-Louis Rousselin, maire d'Octeville-sur-Mer, chargé des finances ;
7. Florent Saint-Martin, conseiller municipal du Havre, chargé de l'habitat et de l'urbanisme ;
8. Cyriaque Lethuillier, maire de La Poterie-Cap d'Antifer, chargé de la biodiversité et des espaces naturels ;
9. Michel Rats, maire de La Cerlangue, chargé de l'animation territoriale ;
10. Alban Bruneau, maire de Gonfreville-l'Orcher, chargé des risques majeurs et de l'environnement industriel ;
11. Hubert Dejean de la Batie, maire de Sainte-Adresse, chargé de la transition énergétique et des déchets ;
12. Pascal Leprettre, maire de Rolleville, chargé des mobilités ;
13. Malika Cherriere, conseillère municipale du Havre, chargée des sports ;
14. Christian Grancher, maire de Cauville-sur-Mer, chargé de l'agriculture ;
15. Jean-Louis Maurice, maire de Fontaine-la-Mallet, chargé des ressources humaines.

Le bureau communautaire est constitué pour la mandature 2020-2026 du président, des vice-présidents et de 15 autres membres.

### Liste des présidents
| Période       | Période                       | Identité               | Étiquette | Qualité |
| ------------- | ----------------------------- | ---------------------- | --------- | --- |
| janvier 2019, | avril 2019                    | Luc Lemonnier          | LR        | Cadre d'assurances Maire du Havre (2017 → 2019) Président de la communauté de l'agglomération havraise (2017 → 2018) Conseiller départemental du Havre-6 (2015 → 2019) Vice-président du conseil départemental de la Seine-Maritime (2015 → 2019) Démissionnaire                                         |
| avril 2019,   | juillet 2020                  | Jean-Baptiste Gastinne | LR        | Historien Maire du Havre (2019 → 2020) Président du pôle métropolitain de l'estuaire de la Seine (2019 → ). |
| juillet 2020, | En cours (au 16 juillet 2020) | Édouard Philippe       | HOR       | Avocat, Haut-fonctionnaire Conseiller général de la Seine-Maritime (2008 → 2012) Conseiller régional de Haute-Normandie (2004 → 2008) Président de la communauté de l'agglomération havraise (2010 → 2017) Député (2012 → 2017) Premier ministre (2017 → 2020) Maire du Havre (2010 → 2017 puis 2020 → ) |

### Compétences
Une communauté urbaine est une structure intercommunale très fortement intégrée, c'est-à-dire qui exerce de très nombreuses compétences transférées par les communes membres.
Le code général des collectivités territoriales dispose qu'elle exerce obligatoirement en 2018 les compétences suivantes :

1° En matière de développement et d'aménagement économique, social et culturel de l'espace communautaire :
a) Création, aménagement, entretien et gestion de zones d'activité ;
b) Actions de développement économique ;
c) Équipements, de réseaux d'équipements ou d'établissements culturels, socioculturels, socio-éducatifs, sportifs, lorsqu'ils sont d'intérêt communautaire ;
d) Lycées et collèges ;
e) Promotion du tourisme, dont la création d'offices de tourisme ;
f) Programme de soutien et d'aides aux établissements d'enseignement supérieur et de recherche et aux programmes de recherche ;
2° En matière d'aménagement de l'espace communautaire :
a) Schéma de cohérence territoriale et schéma de secteur ; plan local d'urbanisme et documents d'urbanisme en tenant lieu ; opérations d'aménagement (ZAC...) d'intérêt communautaire ; et après avis des conseils municipaux, constitution de réserves foncières ;
b) Organisation de la mobilité ; voirie ; signalisation ; parcs et aires de stationnement ; plan de déplacements urbains ;
3° En matière d'équilibre social de l'habitat sur le territoire communautaire :
a) Programme local de l'habitat ;
b) Politique du logement ; aides financières et actions en faveur du logement social ; action en faveur du logement des personnes défavorisées ;
c) Opérations programmées d'amélioration de l'habitat (OPAH), actions de réhabilitation et résorption de l'habitat insalubre ;
4° En matière de politique de la ville : élaboration du diagnostic du territoire et définition des orientations du contrat de ville ; animation et coordination des dispositifs contractuels de développement urbain, de développement local et d'insertion économique et sociale ainsi que des dispositifs locaux de prévention de la délinquance ; programmes d'actions définis dans le contrat de ville ;
5° En matière de gestion des services d'intérêt collectif :
a) Assainissement des eaux usées et eau potable ;
b) Cimetières, crématoriums et sites cinéraires ;
c) Abattoirs, abattoirs marchés et marchés d'intérêt national ;
d) Financement des Services d'incendie et de secours ;
e) Contribution à la transition énergétique ;
f) Réseaux de chaleur ou de froid urbains ;
g) Concessions de la distribution publique d'électricité et de gaz ;
h) Infrastructures de charge de véhicules électriques ;
6° En matière de protection et mise en valeur de l'environnement et de politique du cadre de vie :
a) Collecte et traitement des déchets des ménages et déchets assimilés ;
b) Lutte contre la pollution de l'air ;
c) Lutte contre les nuisances sonores ;
d) Soutien aux actions de maîtrise de la demande d'énergie ;
e) Gestion des milieux aquatiques et prévention des inondations (GEMAPI)
7° Aires d'accueil des gens du voyage et des terrains familiaux locatifs ;
La communauté urbaine a également décidé d'exercer les compétences suivantes :
- Aménagement numérique du territoire
- Agriculture
- Santé et salubrité publiques
- Prévention des risques majeurs
- Gestion des eaux pluviales et ruissellement
- Soutien au sport de haut niveau
- Maîtrise d’ouvrage pour la construction d’établissements d’enseignement supérieur
- Mise en place d’un SIG communautaire
- Mise en valeur de l’environnement
- Gestion des trafics routiers
- Relations avec les communautés éducatives
- Services à la population
- Chemins de randonnée
- Aide aux associations
- Relations culturelles

### Régime fiscal et budget
La communauté urbaine est un établissement public de coopération intercommunale à fiscalité propre.
Afin de financer l'exercice de ses compétences, elle perçoit, comme toutes les communautés urbaines, la fiscalité professionnelle unique (FPU) – qui a succédé à la taxe professionnelle unique (TPU) – et assure une péréquation de ressources entre les communes résidentielles et celles dotées de zones d'activité, qui finance le fonctionnement de ce service public.

## Projets et réalisations
Aux termes de la loi, une communauté urbaine regroupe un ensemble de communes « qui s'associent au sein d'un espace de solidarité, pour élaborer et conduire ensemble un projet commun de développement urbain et d'aménagement de leur territoire ».